# Simulium jeteri
Simulium jeteri är en tvåvingeart som beskrevs av Py-daniel 2005. Simulium jeteri ingår i släktet Simulium och familjen knott. Inga underarter finns listade i Catalogue of Life.